# Claudia Reichler
Claudia Reichler (* 10. Oktober 1963) ist eine ehemalige deutsche Fußballspielerin.

## Karriere

### Vereine
Reichler gehörte dem KBC Duisburg von 1984 bis 1988 als Torhüterin an und kam am 30. Juni 1985 im heimischen Stadion an der Westender Straße im Finale um die Deutsche Meisterschaft gegen den FC Bayern München zum Einsatz. Ihre Mitspielerin Anja Klinkowski sorgte mit dem Treffer zum 1:0 in der 76. Minute für die Spielentscheidung und den ersten Vereinstitel. Ihr zweites Finale um die Deutsche Meisterschaft bestritt sie am 26. Juni 1988 im Stadion An der Paffrather Straße beim zunächst torlosen Unentschieden gegen die SSG 09 Bergisch Gladbach, die sich im anschließenden Elfmeterschießen mit 5:4 durchzusetzen vermochte. Im DFB-Pokal-Wettbewerb erreichte sie mit ihrer Mannschaft, das am 26. Mai 1985 im Berliner Olympiastadion angesetzte Finale, das jedoch mit 3:4 im Elfmeterschießen zugunsten des FSV Frankfurt entschieden wurde.
Ihre letzte Station als aktive Fußballspielerin fand sie in Remscheid beim BV 08 Lüttringhausen.

### Auswahl-/Nationalmannschaft
Als Spielerin der Auswahlmannschaft des Fußballverbandes Niederrhein gewann sie zudem das Finale um den Länderpokal, der am 9. Mai 1982 in Düsseldorf mit 2:0 gegen die Auswahlmannschaft des Fußball-Verbandes Mittelrhein errungen wurde. Diesen konnte sie erneut als Auswahlspielerin gewinnen, da die Auswahlmannschaft des Fußballverbandes Rheinland am 21. April 1985 in Krefeld mit 2:0 bezwungen werden konnte, wie auch die des Fußball- und Leichtathletik-Verbandes Westfalen am 13. April 1986 in Siegen mit 1:0 und auch am 12. April 1987 in Düsseldorf mit 4:1 im Elfmeterschießen.
Von 1982 bis 1985 bestritt sie drei Länderspiele für die A-Nationalmannschaft. Sie gehörte der Mannschaft an, die das erste Länderspiel am 10. November 1982 in Koblenz gegen die Schweizer Nationalmannschaft mit Einwechslung für Marion Feiden ab der 36. Minute bestritt. Beim 5:1-Sieg erhielt sie in der 56. Minute durch die Schweizerin Myriam Willi das einzige Gegentor.
Ihre letzten beiden Einsätze als Nationalspielerin waren die beiden EM-Qualifikationsspiele in der Gruppe 1 am 7. September 1985 bei der 2:3-Niederlage gegen die Nationalmannschaft Norwegens in Lüneburg und am 5. Oktober 1985 bei der 0:1-Niederlage gegen die Nationalmannschaft Finnlands in Turku.

## Erfolge
- Deutscher Meister 1985, -Finalist 1988
- DFB-Pokal-Finalist 1985
- Länderpokal-Sieger 1982, 1985, 1986, 1987